# Praia de Quarteira
Praia de Quarteira
A praia de Quarteira é uma longa praia situada na costa de Quarteira, no município de Loulé, Algarve, Portugal.
Quarteira é uma antiga aldeia de pescadores, hoje um centro turístico cosmopolita mas de nulo interesse urbanístico. Tornou-se destino de férias populares para os portugueses a partir da década de 1960, principalmente devido ao seu extenso areal e clima único. A praia é extensa, com mais de 2 km de comprimento, e cortada por vários molhes separados cerca de 300 metros entre si. 
Tem uma frequência sempre muito grande, especialmente de turistas portugueses. Na época balnear dispõe de um Centro Azul que dinamiza atividades na praia e presta apoio aos banhistas.
Sendo uma praia situada em plena zona urbana, dispõe de todos os equipamentos e serviços de apoio.